# Jaakúb Ártín Pasa
Jaakúb Ártín Pasa (يعقوب آرتين باشا, Yaˤqūb Ārtīn Bāšā, 1842–1919), egyiptomi irodalmár, kultúrpolitikus, heraldikus. 1884–1906 között oktatásügyi államtitkárként dolgozott, nagy szerepe volt a modern egyiptomi oktatás megteremtésében. Az elsők között gyűjtött és adott közre helyi népmeséket. Szinte egyedüli afrikai szerzőként írt egy heraldikai művet a keleti címerekről. 

## Heraldikai munkássága
Contribution à l'étude du blason en Orient (London, 1902. 244 lap) című könyve gazdagon illusztrált színes és fekete-fehér képekkel és fényképekkel. Első kiadása 300 példányban jelent meg és mintegy 300 közel-keleti címert ábrázol, azok leírásával. Foglalkozik a hieroglifákkal, a félholddal, a Dávid-csillaggal és számos más jelképpel, melyek a keleti címerekben gyakran fordulnak elő.

## Művei
- Artin Pacha, Yacoub: Contribution à l'étude du blason en Orient. London: Bernard Quaritch, 1902